# Live in Cologne
Live in Cologne est un album live et posthume de The Jimi Hendrix Experience sorti le 27 novembre 2012 dans un format vinyle puis dans un format CD le 9 juillet 2013 par le label Dagger Records. Ce douzième volume des éditions Dagger présente l'enregistrement du concert du 13 janvier 1969 à la Sporthalle de Cologne en Allemagne (salle démolie en 1999).

## Liste des titres
| No  | Titre                                  | Auteur                                 | Durée |
| --- | -------------------------------------- | -------------------------------------- | ----- |
| 1.  | Come On (Let the Good Times Roll) (en) | Earl King                              | 5:30  |
| 2.  | Foxey Lady                             | Jimi Hendrix                           | 5:08  |
| 3.  | Red House                              | Jimi Hendrix                           | 12:33 |
| 4.  | Voodoo Child (Slight Return)           | Jimi Hendrix                           | 6:42  |
| 5.  | Fire                                   | Jimi Hendrix                           | 2:56  |
| 6.  | Spanish Castle Magic                   | Jimi Hendrix                           | 4:29  |
| 7.  | Hey Joe                                | Billy Roberts                          | 4:10  |
| 8.  | Sunshine of Your Love                  | Jack Bruce, Eric Clapton, Pete Brown   | 6:41  |
| 9.  | Star Spangled Banner                   | Francis Scott Key, John Stafford Smith | 2:53  |
| 10. | Purple Haze                            | Jimi Hendrix                           | 5:04  |

## Les musiciens
- Jimi Hendrix : guitare, chant
- Noel Redding : basse
- Mitch Mitchell : batterie